# Unidade de Treino Operacional N.º 5 da RAAF
A Unidade de Treino Operacional N.º 5 foi uma unidade de treino operacional da Real Força Aérea Australiana (RAAF). Foi formada em Wagga Wagga, Nova Gales do Sul, em Outubro de 1942 para treinar pilotos de bombardeiros e navegadores para prestarem serviço na Segunda Guerra Mundial. A unidade foi inicialmente equipada com aviões Bristol Beaufort e Bristol Beaufighter mas, mais tarde, chegou a estar equipada com aviões Douglas Boston, de Havilland Mosquito, entre outros. Esta unidade foi transferida para a Estação de Tocumwal em Outubro de 1943, e dali partiu para a Base aérea de Williamtown a meio de 1944. Em Fevereiro de 1946 foi reorganizada como uma unidade de conversão de caças, operando aviões P-51 Mustang e CAC Wirraway. Um ano depois, em Julho de 1947, a unidade foi dissolvida.
Restituída em Abril de 1970 como uma unidade de conversão de caças a jacto, na Base aérea de Williamtown, a unidade foi equipada com aviões CAC Sabre, de Havilland Vampire e Macchi MB-326. Um ano mais tarde, quando os CAC Sabre deixaram de prestar serviço pela RAAF, a unidade foi extinta.

## História

### Segunda Guerra Mundial
Durante a Segunda Guerra Mundial, a Real Força Aérea Australiana (RAAF) criou várias unidades de treino operacional para converter os pilotos recém-graduados para aeronaves de combate, além de também servir para treinar e aumentar os conhecimentos daqueles que já pilotavam aeronaves de combate. Ao fazer uso das mesmas aeronaves que eram usadas na guerra, sendo estas também mais poderosas que as aeronaves de treino de pilotagem, e ensinando técncas de combate que muitas vezes envolviam um grande risco para o piloto e para a aeronave, as unidades de treino operacional geralmente sofriam mais acidentes do que os outros estabelecimentos de treino. A Unidade de Treino Operacional N.º 5 da RAAF foi formada em Wagga Wagga, Nova Gales do Sul, no dia 26 de Outubro de 1942, e foi inicialmente equipada com dois aviões Bristol Beaufort e cinco aviões Bristol Beaufighter. O seu comandante inaugural foi o Líder de Esquadrão Bruce Rose. O primeiro curso ocorreu entre o dia 2 de Novembro e o dia 12 de Dezembro de 1942. No final do mês a unidade tinha uma força de 170 efectivos e 16 aeronaves. A meio de 1943 o efectivo havia aumentado para 387, incluindo 17 mulheres da Women's Auxiliary Australian Air Force, e 25 aeronaves, incluindo quatro aviões de Havilland DH-84 e um de Havilland Moth Minor, sendo os restantes aviões Beaufort e Beaufighter. A unidade recebeu o seu primeiro Airspeed Oxford em Agosto de 1943.

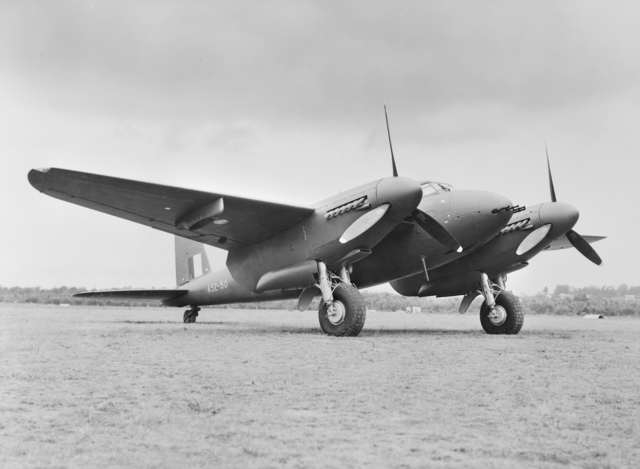
Um bombardeiro Mosquito da Unidade de Treino Operacional N.º 5, por volta de 1945

Quando a Unidade de Treino Operacional N.º 5 foi transferida para Tocumwal, em Nova Gales do Sul, no dia 20 de Outubro de 1943, começou a realizar cursos em aviões Douglas Boston. O primeiro de Havilland Mosquito chegou à unidade no mês seguinte. Em Abril de 1944, a unidade estava equipada com 63 aeronaves, incluindo cinco aviões Mosquito. Realizada cursos de conversão para pilotos e navegadores experientes, além de treinar pilotos recém-graduados. Uma equipa da unidade foi enviada para Williamtown no dia 1 de Maio de 1944 para aceitar a entrega da base que estava a ser deixada por um pequeno destacamento da Unidade de Treino Operacional N.º 4 que havia sido extinta no dia anterior. O resto da Unidade de Treino Operacional N.º 5 foi transferida para Williamtown durante o mês de Julho. A unidade começou a realizar cursos de reconhecimento aéreo em Agosto, e em Outubro a sua força era composta por mais de 1000 efectivos. O ás da aviação em aviões Mosquito, Charles Scherf, serviu brevemente como Instrutor Chefe no final de 1944. Durante o mês de Novembro, ocorreram quatro acidentes fatais no espaço de apenas três dias.
A Unidade de Treino Operacional N.º 5 tinha trinta tripulações a treinar simultâneamente em Janeiro de 1945, comparando com a dúzia que tinha em Novembro de 1942. Por volta desta altura a frota de aeronaves já havia aumentado para setenta e cinco, incluindo vinte e oito aviões Mosquito. A nível de pessoal, atingiu o seu nível mais alto, contabilizando 1700 efectivos em Maio. O ás da aviação Charles Crombie era o Instrutor Chefe quando faleceu num Beaufort que sofreu um acidente no dia 26 de Agosto de 1945, em Williamtown. Um dos seus colegas instrutores, na altura em que faleceu, era o Tenente de voo Charles Tingwell. Jack Brabham, então um mecânico de motores na Unidade de Treino Operacional N.º 5, testemunhou o acidente de Crombie. O cessar das hostilidades no Pacífico ditou a dissolução de todas as unidades de treino operacional da RAAF. No dia 1 de Fevereiro de 1946, a Unidade de Treino Operacional N.º 5 foi reorganizada como uma unidade de conversão de tripulações de aviões de caça, operando aviões North American P-51 Mustang e CAC Wirraway. Os alunos eram instruidos em bombardeamento aéreo e manuseamento de armamento aeronáutico, isto para um eventual serviço na Asa N.º 81, composta pelos esquadrões da RAAF que operavam os Mustang, parte da contribuição australiana na Força de Ocupação da Comunidade Britânica no Japão. O Wing Commander Dick Cresswell serviu inicialmente como Instrutor Chefe e mais tarde como comandante da unidade. Em Fevereiro de 1947 esta unidade tinha uma frota de 28 aeronaves e quase 100 efectivos. A actividade na unidade começou a diminuir em Maio, e no dia 7 de Julho de 1947 a unidade foi dissolvida.

### Re-estabelecimento

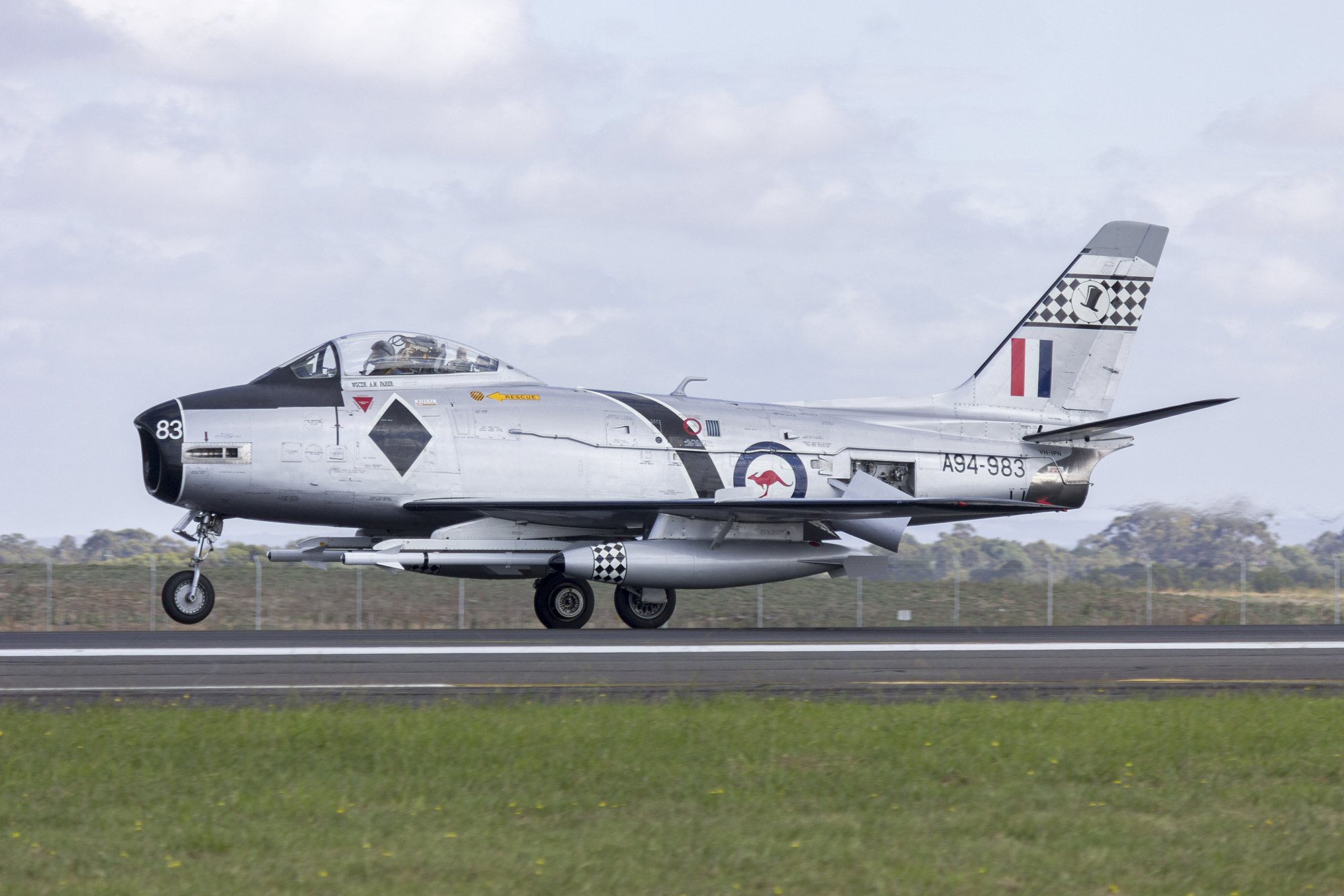
O CAC Sabre A94-983, outrora operado pela Unidade de Treino Operacional N.º 5, a aterrar em Avalon, Vitória, em 2015

No dia 1 de Abril de 1970 a Unidade de Treino Operacional N.º 5 foi restabelecida em Williamtown, para providenciar aos pilotos um treino operacional antes da sua conversão para o caça Dassault Mirage III. A reactivação da unidade foi celebrada com um jantar no qual esteve presente o comandante inaugural da unidade, Bruce Rose, e uma exibição aérea onde voaram, em formação, quarenta e nove aviões da Unidade de Conversão Operacional N.º 2. A unidade ficou dividida em duas partes, uma de treino intruccional e outra e treino operacional, e realizou treinos em conjunto com os Mirage da Unidade de Conversão Operacional N.º 2 e do Esquadrão N.º 76. As suas aeronaves também participaram em exercícios conjuntos e em exibições aéreas, incluindo espectáculos aéreos em celebração do jubileu de ouro da RAAF, em 1971. A unidade foi equipada com quarenta aviões de caça CAC Sabre, alguns de Havilland Vampire de treino e oito Macchi MB-326, que antes eram operados pela Unidade de Conversão Operacional N.º 2. As operações com o Vampire começaram a diminuir em Setembro de 1970, e a aeronave foi retirada de serviço em Abril de 1971.
O último curso de conversão que fez uso de um CAC Sabre terminou em Dezembro de 1970. No início do ano seguinte, o governo australiano anunciou que os Sabre seriam retirados de serviço em Julho de 1971. Nesta altura os pilotos da RAAF eram treinados em aviões CAC Winjeel, Macchi, Sabre e Mirage, mas depois de considerar a fiabilidade de uma conversão directa entre o Macchi e o Mirage, e a impraticabilidade de manter os velhos aviões Sabre, o governo determinou que era possível remover o Sabre da equação e retira-lo de serviço, na ideia de que mais aviões de treino Mirage fossem adquiridos; posteriormente, foi aprovada a compra de seis novos aviões de treino Mirage IIID, que reforçariam os dez já em serviço. A Unidade de Treino Operacional N.º 5 foi extinta no dia 31 de Julho de 1971, no mesmo dia em que os Sabre foram retirados das fileiras da RAAF. Os Macchi da unidade foram transferidos de volta para a Unidade de Conversão Operacional N.º 2.
Depois da extinção da Unidade de Treino Operacional N.º 5, um dos seus aviões Sabre, o n.º A94-983, estava entre um leque doado pelo governo australiano à Real Força Aérea Malaia. A aeronave regressou à RAAF em 1978, e posteriormente colocada em exposição na Base aérea de Richmond, Nova Gales do Sul, e em Point Cook, Vitória. Em 2005 a RAAF emprestou o avião ao Museu de Aviação de Temora, Nova Gales do Sul, onde foi restaurado até ficar em condições de poder voar.

## Comandantes
A Unidade de Treino Operacional N.º 5 foi comandada pelos seguintes oficiais:
| Início do mandato     | Nome                          |
| --------------------- | ----------------------------- |
| 26 de Outubro de 1942 | Squadron Leader B.F. Rose     |
| 21 de Junho de 1943   | Wing Commander B.R. Walker    |
| 28 de Junho de 1944   | Wing Commander W.E. Townsend  |
| 11 de Junho de 1946   | Wing Commander A.D. Henderson |
| 29 de Março de 1947   | Wing Commander R.C. Cresswell |
| 1 de Abril de 1970    | Wing Commander P.G. Larard    |
| 19 de Outubro de 1970 | Wing Commander D.C. Stenhouse |